# TV3 (Katalonien)
För andra betydelser, se TV3 (olika betydelser).
TV3 (uttal: /ˈte ˈβe ˈtɾɛs/) är en katalanskspråkig TV-kanal. Den startade 1983 och är huvudkanalen hos Corporació Catalana de Mitjans Audiovisuals (CCMA), Kataloniens regionägda etermediebolag. Man sänder sina program på katalanska, med undantag för sändningar på aranesiska lokalt i Val d'Aran. Programutbudet distribueras numera via marksänd digital-TV i Katalonien och via kabel-TV i Valenciaregionen. Dessutom strömmas programmen numera över webben.
TV3 är en av de ursprungliga medlemmarna av FORTA, de spanska regionernas radio- och TV-förbund. Kanalen finansieras, liksom CCMA i stort, inom den regionala administrationen hos Generalitat de Catalunya.

## Historik

### 1980-talet
De första försökssändningarna för TV3 skedde 10 september 1983 – en dag före Kataloniens nationaldag. Regelbundna sändningar inleddes dock först 16 januari 1984.
TV3 var den första TV-kanalen som helt och hållet sände på katalanska. 1985 utökade kanalen sin täckning till att även gälla Andorra, Pyrénées-Orientales, Balearerna och Valenciaregionen. Ett år senare invigdes kanalens nya huvudkontor i Sant Joan Despí strax väster om Barcelona.

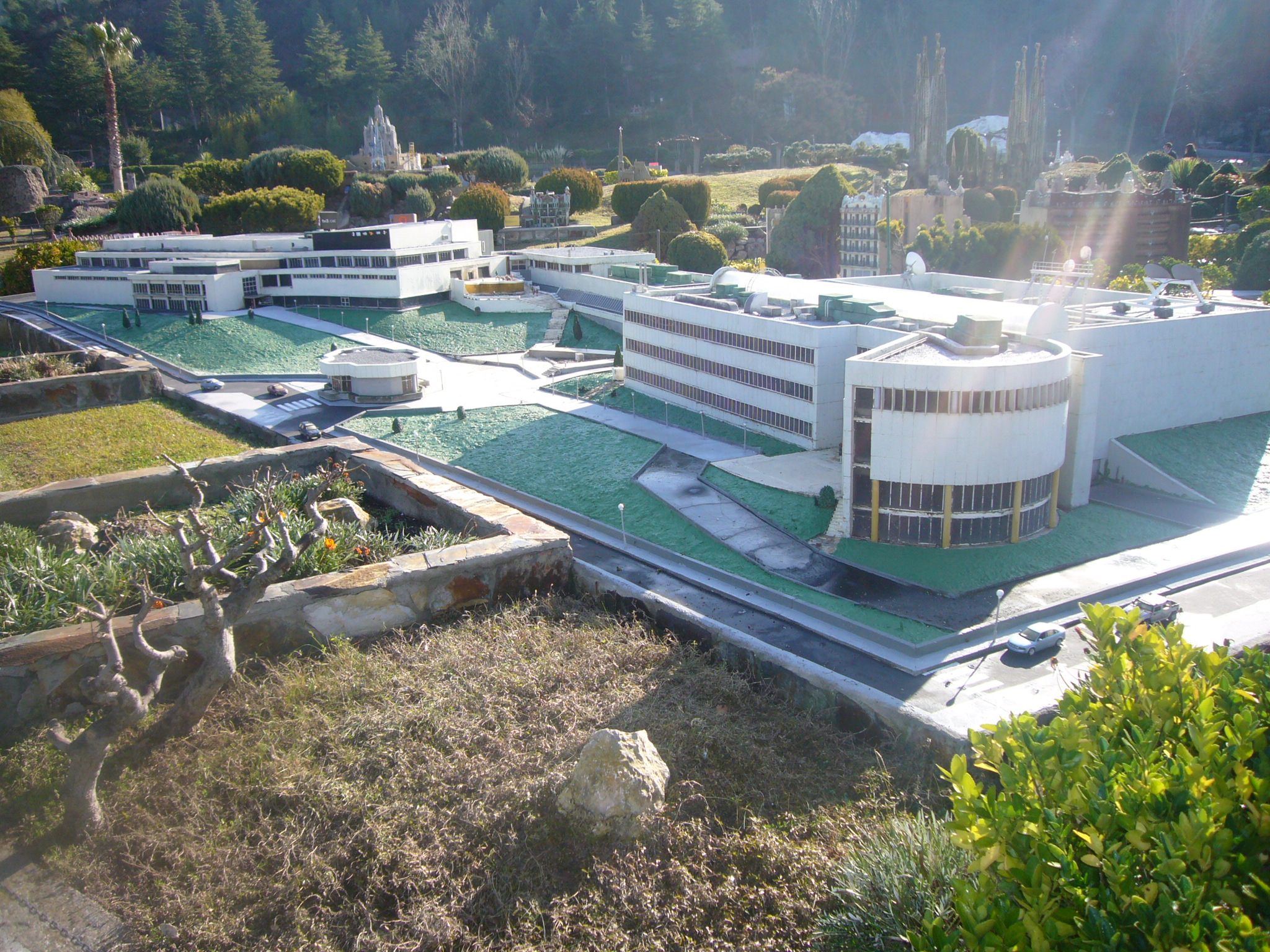
1986 invigdes TV-huset i Sant Joan Despí väster om Barcelona. På bilden syns en skalmodell av huset.

1987 inledde TV3 utsändningar med ett extra ljudspår för originalspråket på importerade TV-serier och filmer; annars är standard att dubba om det importerade materialet till katalanska. Inledningsvis användes systemet Zweikanalton och numra NICAM för denna ljudspårsteknik.
Lokala TV-serier och filmer distribueras vanligen i NICAM-stereo, ibland ersatt av en berättarröst anpassad för blinda och synskadade. Ett extra ljudspår för aranesiska förekommer också.
1988 inledde TV3 en decentraliseringsprocess. Först började man lokalt sända program på aranesiska över Val d'Aran, och året efter öppnade kanalen lokalkontor i Tarragona, Girona och Lleida. Därmed skapades Telenotícies Comarques, regionala nyhetssändningar över Kataloniens fyra provinser.

### 1990- till 2010-talet
1995 lanserade moderbolaget Televisió de Catalunya (sedan 2013 integrerat inom CCMA) TVCi, (TV3 Internacional) en satellit-TV-kanal med ett urval av TV3-program över Astra- och Hispasat-satelliterna. Kanalen bytte i maj 2009 namn till TV3cat och upphörde 1 maj 2012 med sina sändningar över satellit.
Kanalen började 2002 sända ut sina program enligt marksänd digital-TV-standarden. Successivt övergick man till att sända programmen i bredbildsformat (16:9), och sedan 2010 produceras och sänds alla program i bredbild. 23 april 2007 inleddes försökssändningar i HDTV, via systerkanalen TV3 HD. Dessa sändningar, de första i HDTV-format hos någon spansk kanal permanentades senare, och TV3 HD hade 2015 samma programutbud som TV3.

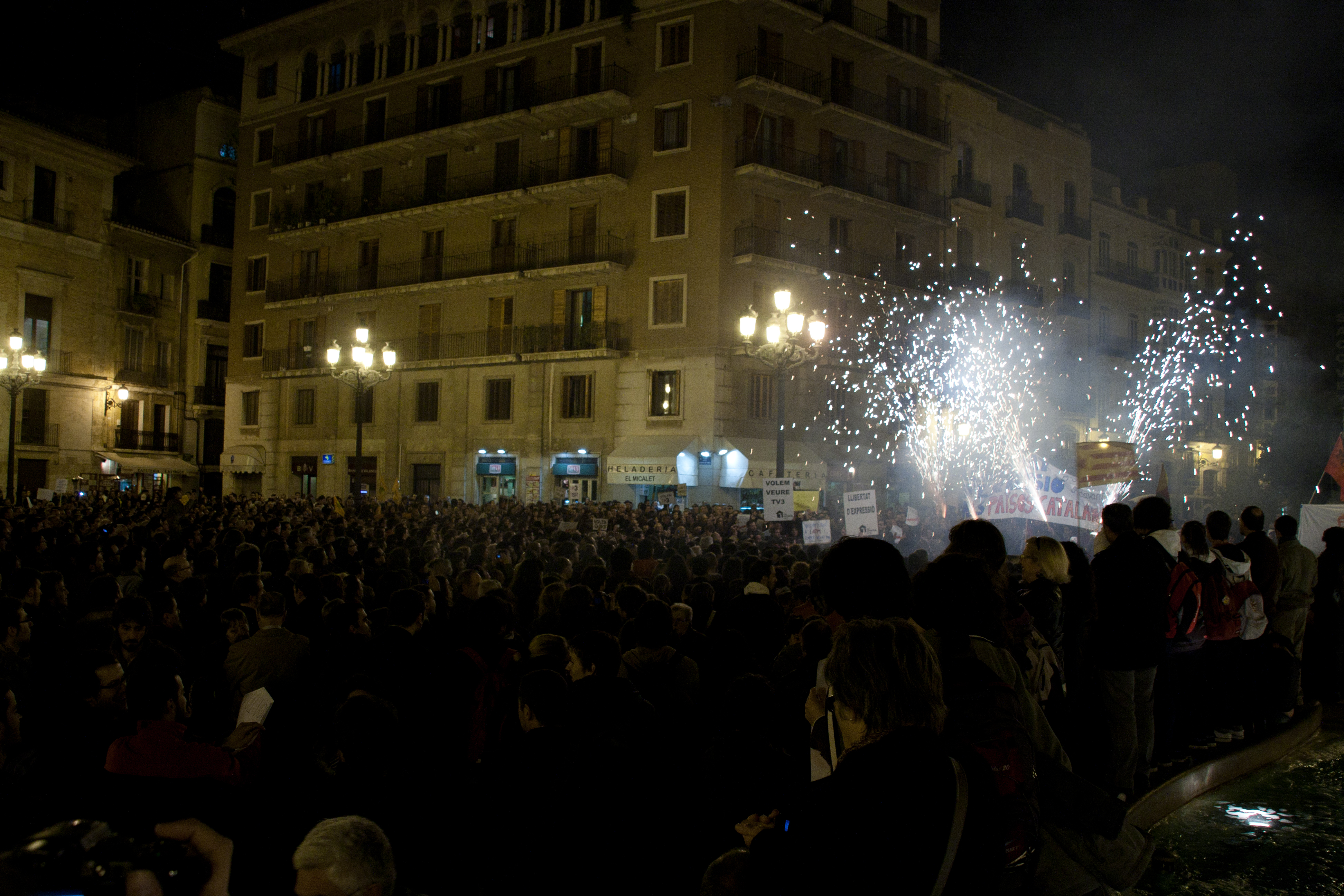
I februari 2011 arrangerades demonstrationer i Valencia för att återfå TV3 i regionens TV-nät.

I december 2010 stoppade den Partido Popular-ledda regionregeringen i Valenciaregionen all distribution av TV3 och dess katalanska systerkanaler i regionen. Detta ledde till (resultatlösa) demonstrationer i Valencia för att återfå TV3-distributionen. Det regionala valencianskspråkiga TV-bolaget hade då en begränsad tittarandel och lades knappt tre år senare ned. Även då skedde det efter beslut av det styrande Partido Popular, ett parti som fått kritik för sin hårda styrning av spanska statliga radio- och TV-kanaler.
Sedan januari 2015 finns dock åter viss distribution av TV3 i Valenciaregionen. Det sker genom att systerkanalen TV3 HD (med identiskt programutbud) då tog över TV3CAT:s plats i den Vodafone-ägda operatören ONO:s kabel-TV-nät. Den tidigare satellit-TV-kanalen sänds numera endast i vissa kabel-TV- eller IPTV-nät – samt över webben. Den utlovade sändningen av TV3 via marksänd digital-TV i Valenciaregionen har dock inte kunnat genomföras, eftersom nödvändiga tekniska uppgraderingar av distributionsnätet inte gjorts.

### Senare år
På webben kan alla CCMA:s TV-kanaler numera nås via strömning, utan kostnad och till största delen utan regionbegränsning. Sportkanalen Esport3 har dock på grund av sändningsrättigheter stora begränsningar på vad som kan sändas över Internet. Se vidare särskild rubrik om program över Internet.
2020 års coronaviruspandemi ledde till stora förändringar för TV3 och dess systerkanaler. När Spanien införde karantänsbestämmelser försvann möjligheterna till sportsändningar och underhållningsprogram med publik. Många produktioner har under våren och sommaren 2020 fått lov att ställas in, skjutas upp eller produceras med de deltagande närvarande via videolänk.
TV3 drabbades samtidigt av allvarliga fall i reklamintäkter, när stora delar av det spanska näringslivet gick på sparlåga. Med 15 miljoner euro mindre till produktion av olika underhållningsprogram, fick kanalledningen lov att skjuta fram höststarten av de populära – men kostbara – produktionerna Com si fos ahir och Polònia till början november.

### Grafisk form
TV3 har sedan starten haft tre olika logotyper. Den första skapades av reklamfirman Ogilvy och bestod namnet på kanalen satt i en modifierad version av typsnittet Peignot, där siffran 3 hade drag av en fladdrande katalansk flagga.
1993 bytte man logotyp, hänvisande till funktionella och strategiska skäl. Den nya logotypen, formgiven av Josep M. Trias, introducerade den röda triangeln bestående av fyra streck; den skulle både påminna om den katalanska flaggan och efterlikna en "Play"-knapp (som av en händelse är Kataloniens yta trekantig till formen). 2005 putsade man på den designen genom att plocka bort "TV" och förstärka 3:ans framtoning, denna gång efter en idé från reklamfirman Gédéon.
Både 2003 och 2008 skapades speciallogotyper i samband med TV3:s 20-års- och 25-årsfiranden. Speciallogotypen 2003 visade upp den då gällande standardlogotypen infattade i en bakgrund med orden "Vint anys" ('Tjugo år'). Speciallogotypen fem år sedan hade 3:an i logotypen skrivet på ett "barnsligt" sätt och med orden "Vint-i-cinc" ('Tjugofem') till höger.

## Urval av program

### Översikt (2011 och 2015)
I juni 2011 innehöll programtablåerna hos TV3 bland annat följande program:
- Nyhets- och samhällsprogram, både dagliga (Telenotícies), veckovisa (30 minuts, Sense ficció) och specialprogram (exempel: Valor afegit, om ekonomi).
- Egenproducerade serier i olika genrer, som dramaserien Polseres vermelles, såpoperan La Riera (över 1 000 avsnitt sedan starten 2010), deckaren Kubala, Moreno i Manchón och komedin Gran nord.
- Importerade och dubbade serier, som Damages, The Borgias, XIII, Lost Girl, Breaking Bad, Murdoch Mysteries och Rex.
- Pratshower morgon och kväll, som Els matins och Divendres.
- Satirprogram, som Polònia och Crackòvia.
- Andra humorprogram, som Alguna pregunta més? och Zona zàping.
- Matlagningsprogram, som Cuines.
- Sportprogram, som Hat trick. TV3 sände tidigare en hel del sport, vilket senare till stor del flyttade över till sportkanalen Esport3.
- Dokumentärfilmer samt program om natur och miljö, som Espai terra, El medi ambient, Veterinaris och Caçadors de bolets.
- Frågesporter och talangtävlingar, som El gran dictat och Oh happy day
- Filmer och sportsändningar av olika slag.

TV3 sänder också vissa program på aranesiska, dock endast distribuerat till Val d'Aran.
Första fredagen i augusti 2015 sändes bland annat följande program:
- 39+1 (egenproducerad såpopera), Benvinguts a l'hort (trädgårdsprogram), Gran recorregut (rese- och naturprogram), Unitat d'investigació (franskproducerad deckare), Paraules d'amor (musik), Improstarr (underhållning med improvisationer), Porca misèria (egenproducerad dramaserie/deckare). Ytterligare ett par TV-deckare av franskt ursprung tillhörde tablån, och generellt verkar grannlandet Frankrike står för en relativt stor del av programutbudet.[17]

### Nyheter, debatt och samhällsprogram
Dagliga nyheter presenteras genom det en timme långa Telenotícies, som vanligen får dagens högsta tittarsiffror i de båda huvudsändningarna 14:30 och 21:00. 30 minuter regionala nyheter sänds genom Telenotícies comarques (som namnet till trots finns i fyra varianter, en för vardera provins). Alla nyhetssändningarna samsänds med systerkanalen 3/24. Korta morgonnyheter i TV3 tas från 3/24:s nyhetsbulletiner. Via Telenotícies har bland annat TV-meteorologen och programpresentatören Tomàs Molina kommit att bli en av TV3:s mest kända ansikten; Molinas engagerade sätt att presentera vädret har mer än en gång blivit föremål för imitationer i satirprogrammet Polònia.

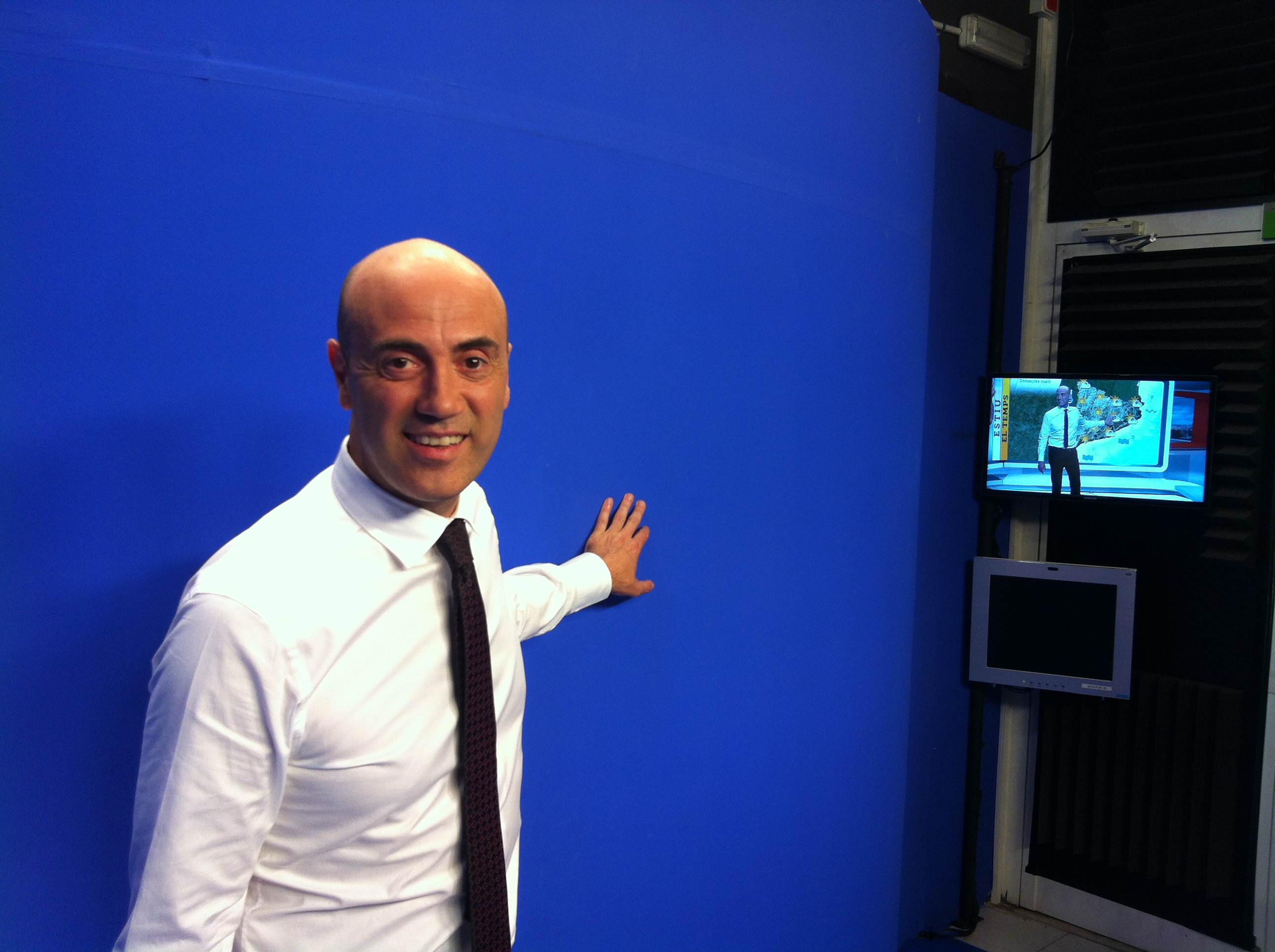
Meteorologen och programpresentatören Tomàs Molina är ett känt TV3-ansikte.

Samhällsprogrammet Entrelínies sändes i många år varje måndag. Sedan starten 1998 har det vunnit flera priser för sina reportage.
En stor andel av det egenproducerade programutbudet rör olika intervju-, debatt- och samhällsprogram. Bland de mer långlivade intervjuprogrammen finns Al cotxe! ('In i bilen!', 'Hoppa in!', 2017–), där Eloi Vila plockar upp olika kändisar och därefter intervjuar dem medan han kör bilen. Det i särklass äldsta reportageprogrammet är 30 minuts. Det arbetar i en stil liknande CBS' 60 Minutes och etablerades redan 1984 – året efter kanalens start. Bland långlivade samhällsprogram finns Espai Terra, som 2009 till 2017 presenterade natur och vetenskap, i samma anda som SVT:s Vetenskapens värld.
Divendres ('Fredag', 2009–17) – liksom dess eftertagare Tot es mou ('Allt rör på sig', från 2018) – sammanfattade och debatterade varje eftermiddag under arbetsveckan dagsnyheterna. Programmen har fungerat som en kombination av kaféprogram och nyhetsblock. Den mångåriga och mer nyhetsinriktade motsvarigheten på förmiddagen är Els matins ('Morgnarna', sedan 2004). Det påkostade debattprogrammet Preguntes freqüents ('Vanliga frågor') har sedan 2017 sänts på bästa sändningstid varje lördagskväll.

### Polònia och Crackòvia
Två av TV3:s mest framgångsrika underhållningsprogram är Polònia (sedan 2006) och Crackòvia (sedan 2008). De riktar in sig på satir av de katalanska dagspolitiken i allmänhet (Polònia) och inom idrottsvärlden (Crackòvia) i synnerhet, med hjälp av imitationer av kända personer.
De senaste (under 2010-talet, fram till 2015) årens politiska utveckling inom Katalonien och mellan Katalonien och den spanska centralregeringen är stående tema hos Polònia, där Artur Mas (i imitation  av skådespelaren Bruno Oro 2006–16) och Mariano Rajoy (imiterad av Queco Novell) ofta porträtteras som välmenande men tanklösa och fåfänga (Mas) respektive översittaraktiga och förvirrade (Rajoy). Rajoy och andra spanska politiker presenteras i spanskt tal och övriga i katalanskt tal; även den valbara textningen är på respektive språk.
Polònias dagsaktuella satir med politisk udd har sin idrottsliga avläggare i Crackòvia. Där den förra ägnar katalansk politik det största intresset, använder den senare ofta större delen av programtiden åt FC Barcelona. Även här får "Leo Messi" tala spanska och katalanska spelare tala katalanska. I Crackòvia driver man fritt med inte minst Real Madrids spelare och ledning.

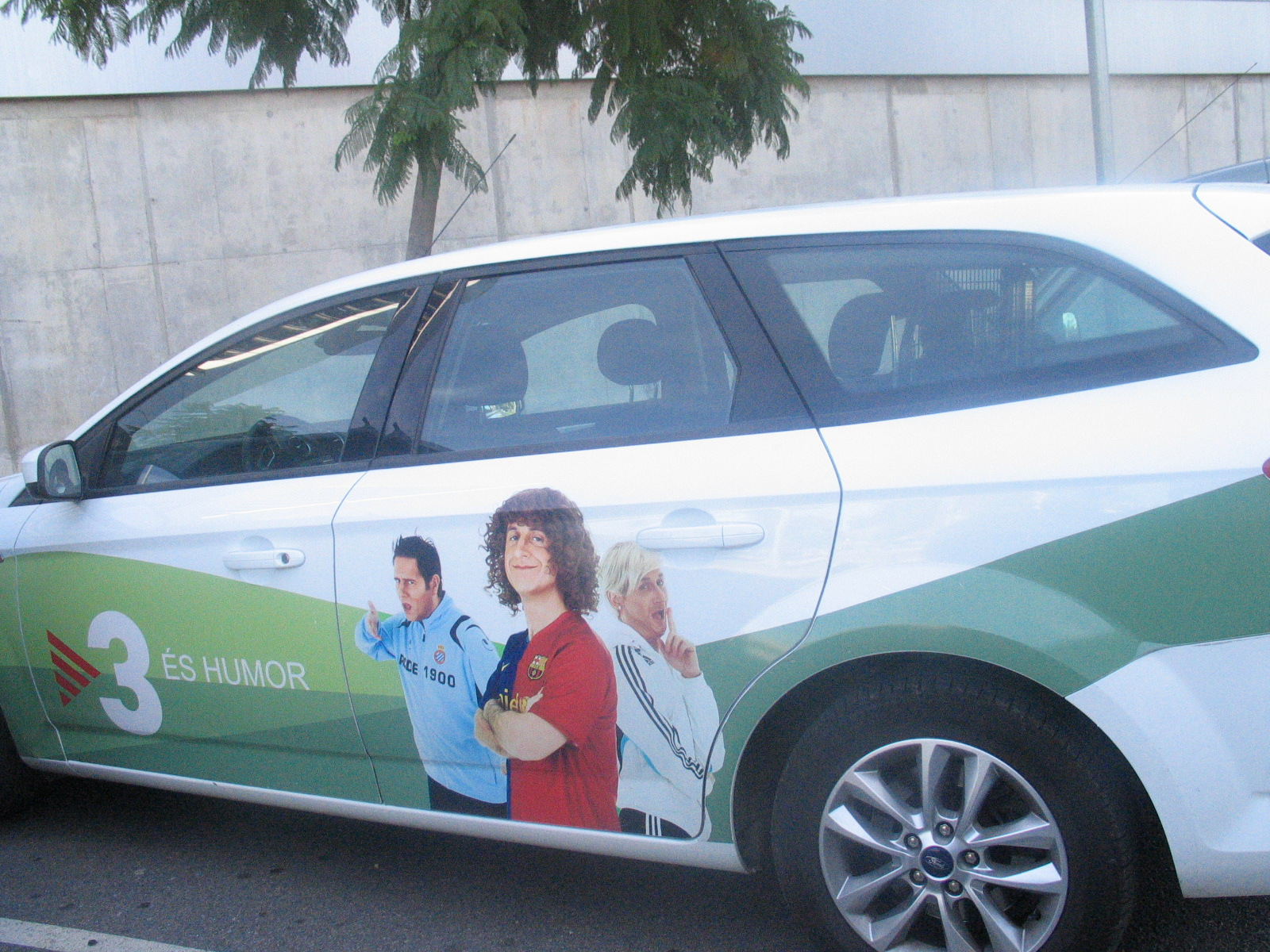
Satirprogrammet Crackòvia är ett av TV3:s mest populära program.

Både Polònia och Crackòvia produceras av den katalanske TV-journalisten och producenten Toni Soler, och vissa av imitatörerna uppträder i båda programmen. Bägge program har nått stora tittarskaror, och Crackòvia når i likhet med Telenotícies ofta mellan 20 och 30 procents tittarandel (i Katalonien). Populariteten för det programmet varierar också ofta med FC Barcelonas framgångar. Det allmänpolitiska Polònia har ofta cirka 5 procentandelar färre tittare. Den alltmer uppmärksammade politiska utvecklingen i Katalonien sedan 2012 (se katalanism) har dock inneburit ökade tittarsiffror för Polònia. Samtidigt har tittarsiffrorna för Crackóvia vissa veckor sjunkit mer än märkbart.
Namnen på de båda programmen anspelar också på den ibland ansträngda relationen mellan Katalonien och Spanien. Polònia är det katalanska ordet för Polen, och katalaner har i spanska språket ibland kallats för det ringaktande polacos (polacker) baserat på sin vana att sinsemellan tala ett språk som utomstående har svårt att begripa. Den "polska" identiteten kan ses utifrån ett antingen tyskt eller ryskt perspektiv, med hänsyftning till  nationer som under delar av historien erövrat eller styrt i Polen.
Crackòvia syftar å sin sida på Cracòvia, den katalanska stavningen av Kraków – Polens näst största stad.

### Frågesport och övrig underhållning
Bland andra långlivade underhållningsprogram finns El gran dictat ('Det stora diktatet', 2009–16) och El foraster ('Främlingen', 2013–). Det förstnämnda var ett tävlingsprogram i språkligheter, där man tävlade i att ge snabba svar kring ord och begrepp på katalanska, medan det senare är ett personligt arrangerat reportageprogram om livet i olika katalanska orter. Està passant ('Det händer') startades 2017 som ett dagligt kommentarsforum av humoristisk slag. Programmets leds Toni Soler, medgrundare av Polònia.

## Egna produktioner

### TV-serier och dokumentärer
TV3 har genom åren producerat ett stort antal egna TV-serier och dokumentärer. Här listas ett några av dem:
- Såpopera: Josep Maria Benet i Jornet har skrivit manus till TV-serier som Poble nou (1993–94) och dess uppföljare Rosa (1995–96), Nissaga de poder (1996–98) och dess uppföljare Nissaga, l'herència (1999) samt Laberint d'ombres (1998–00). En långlivad TV-såpa var El cor de la ciutat (2000–10). Övriga: Ventdelplà (2005–10), La Riera (2010-). Maria Mercè Roca och Sergi Belbel skrev manus till Secrets de família (1995–96).
- Komedier: Teresina, S.A. (1992), Quico (1994), Oh, Europa! (1994) och dess uppföljare Oh, Espanya! (1996), Pedralbes Centre (1995), Plats bruts (1999–2002), Psico express (2002), Jet Lag (2001–06), Majoria absoluta (2002), 16 dobles (2003), L'un per l'altre (2003), Lo cartanyà (2005–07), 13 anys i un dia (2008), Dues dones divines (2011), La sagrada família (2010–11) och Gran nord (2012-).
- Dramaserier: Estació d'enllaç (1994), Sitges (1996), El joc de viure (1997), Dones d'aigua (1997), Laura (1998), De moda, Porca misèria (2005–2008), Mar de fons (2006–07, av Josep Maria Benet i Jornet, Rodolf Sirera och David Castillo),  Zoo (2007), Infidels (2009–11) och Polseres vermelles (2012–13; sänt på SVT som Det röda bandets sällskap[37]).
- Deckare: Crims (2000), Àngels i sants (2005), Kubala, Moreno i Manchón (2012-)
- Historiska dramaserier: La memòria dels sargol (1999), Temps de silenci (2001), Des del balcó (2001), Mirall trencat (2002, baserad på romanen av Mercè Rodoreda), La via Augusta (2007), Serrallonga (2008), Les veus del Pamano (2009, baserad på en roman av Jaume Cabré), 14 d'abril: Macià contra Companys (2011),  Barcelona ciutat neutral (2011), Ermessenda (2011), Enric IV (2013, europeisk samproduktion), Olor a Colònia (2013, baserad på en roman av Sílvia Alcántara)
- Dokumentärfilmer: Catalunya des de l'aire (1999), Catalunya des del mar (2003), Els Pirineus des de l'aire (2006), Bèsties (2006–07), Camins d'aigua, Afers exteriors, Dies de transició, Efecte mirall, Caçadors de paraules, Històries de Catalunya, Un lloc estrany och Veterinaris.
- Reality-TV: Emprenedors, La masia de 1907, Objectiu pastorets, Casal rock (2009)

Mängden katalanskspråkiga TV-serier på bästa sändningstid har dock successivt minskat. Senhösten 2019 sänds exempelvis ingen egenproducerad (eller beställd av externt produktionsbolag) TV-serie av fiktionskaraktär, en brist som även fanns under våren samma år. Detta beror delvis på sänkt produktionsbidrag från regionstyret, delvis på grund av ökade kostnader för spansk moms (IVA). Dylika anses av branschbedömare kunna hota både kanalens tittarandel och i förlängningen det katalanska språkets ställning i regionen.

Diagram över penninginsamlandet vid välgörenhetsgalan La marató de TV3. Kurvorna motsvarar åren 2006 till 2011 (från ljusare till mörkare), från förmiddagens insamlingsstart till avslutningen efter midnatt.

### La marató de TV3
Med start 1992 arrangerar TV3 en årlig välgörenhetsgala, med syfte att samla in pengar till forskningen omkring kroniska sjukdomar. Marató har varje år en särskild kronisk sjukdom som tema, och galan arrangeras i samarbete med regionens medicintekniska forskningsbyrå. 
Penninginsamlingen hanteras sedan bildandet 1996 av TV3:s särskilda "maratonstiftelse", och La Marató de TV3 är Spaniens största välgörenhetsgala i pengar räknat. Från starten 1992 till och med 2013 samlade man in motsvarande 119 miljoner euro till 607 olika medicinska forskningsprojekt, och under 2014 års Marató-upplaga donerades ytterligare drygt 11 miljoner euro.
Första åren var galan/insamlingstiden 6 timmar lång, och under senare år har galan pågått i snitt i 15 timmar. 2013 anslöt sig även kommuner, institutioner och företag i Andorra till pengainsamlingen, som i regel äger rum i december månad. Första året inkom donationer från knappt 23 000 privatpersoner, företag och institutioner, medan man som mest (2004) fått 435 000 olika donationer.
Under årens lopp har galan samlat in pengar till forskning om följande sjukdomar:
- 1992: leukemi (€1 230 128)
- 1993: Downs syndrom (€2 352 669)
- 1994: cancer (€3 035 331)
- 1995: hjärt- och kärlsjukdomar (€2 040 443)
- 1996: neurologiska sjukdomar (€4 107 795)
- 1997: ärftliga sjukdomar (€4 172 090)
- 1998: diabetes (€3 945 421)
- 1999: transplantationer (€4 685 110)
- 2000: psykiska störningar (€4 511 808)
- 2001: AIDS (€4 653 496)
- 2002: kroniska inflammationssjukdomar (€4 518 315)
- 2003: KOL (€4 279 265)
- 2004: cancer (€8 712 000)
- 2005: Alzheimers sjukdom (€7 722 000)
- 2006: kronisk smärta (€6 993 481)
- 2007: hjärt- och kärlsjukdomar (€7 897 678)
- 2008: svåra psykiska störningar (€6 972 342)
- 2009: ovanliga sjukdomar (€7 120 569)
- 2010: förvärvade ryggmärgs- och hjärnskador (€8 735 103)
- 2011: organ- och vävnadstransplantation och -regeneration (€8 931 418)
- 2012: cancer (€12 387 634)
- 2013: neurodegenerativa sjukdomar (€11 848 986)
- 2014: hjärtsjukdomar (€11 403 593)
- 2015: diabetes och fetma[44] (€9 469 226[45])
- 2016: slaganfall och ryggmärgsskada[46] (€11 384 148[45])
- 2017: infektionssjukdomar[47] (€9 758 075[48])
- 2018: cancer[49] (€15 068 252[50])
- 2019: sällsynta sjukdomar (€9 404 256[51])
- 2020: covid-19[52] (prel. €10 305 819[53])
- 2021: psykisk hälsa[54]

### Nyårsprogram
TV3:s nyårsprogram har för det mesta sänts från olika kända byggnader runt om i Katalonien. Det inkluderar orter som Breda, Cadaqués, Sant Andreu del Palomar, Das (i Cerdanya), Núria, Cervera, Santa Maria de Montserrat och Sitges.

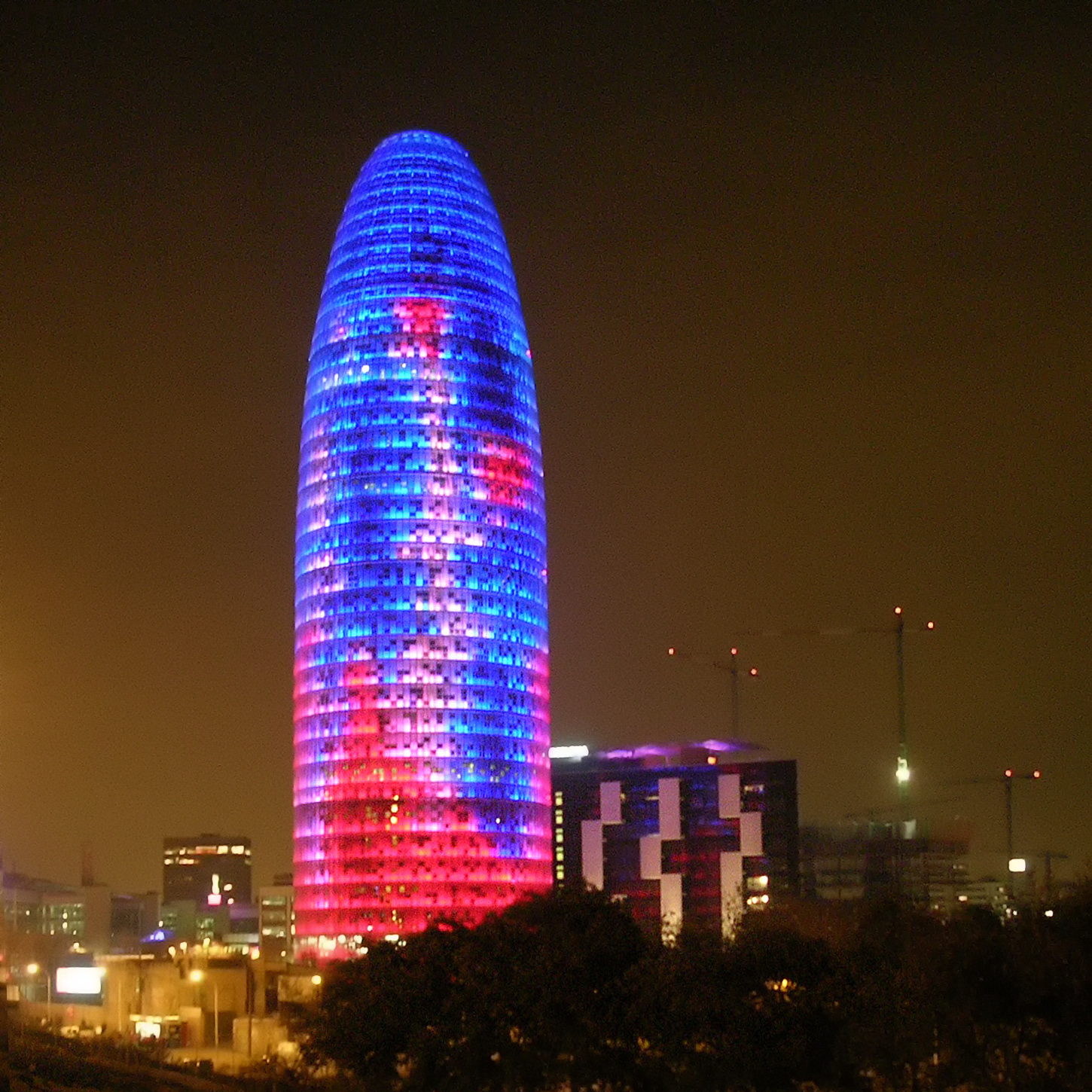
2006–09 ringdes det nya året in med Torre Agbar (numera nedsläckt) som fond.

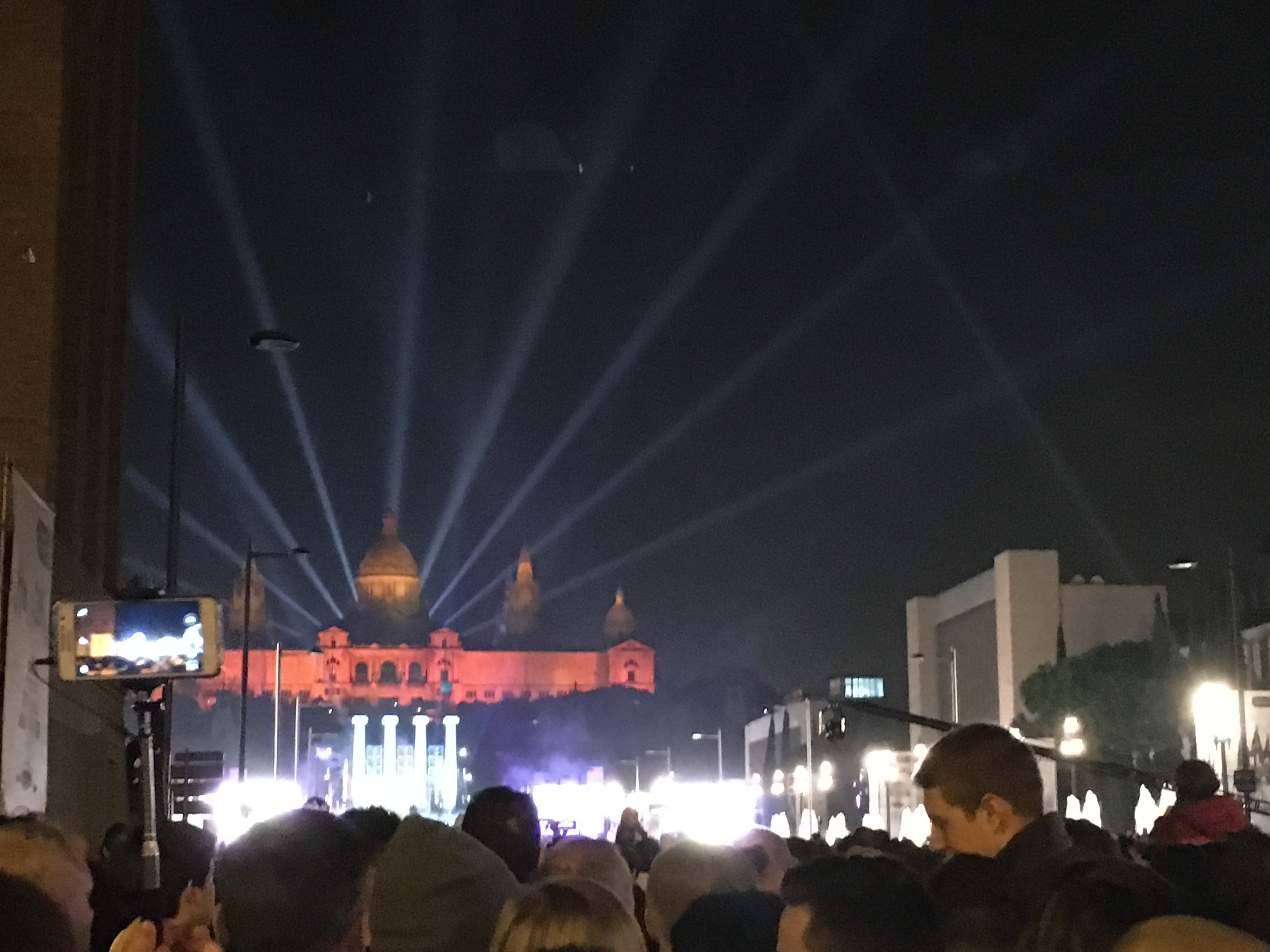
Sedan 2013 rings det nya året in med Palau Nacional som fond.

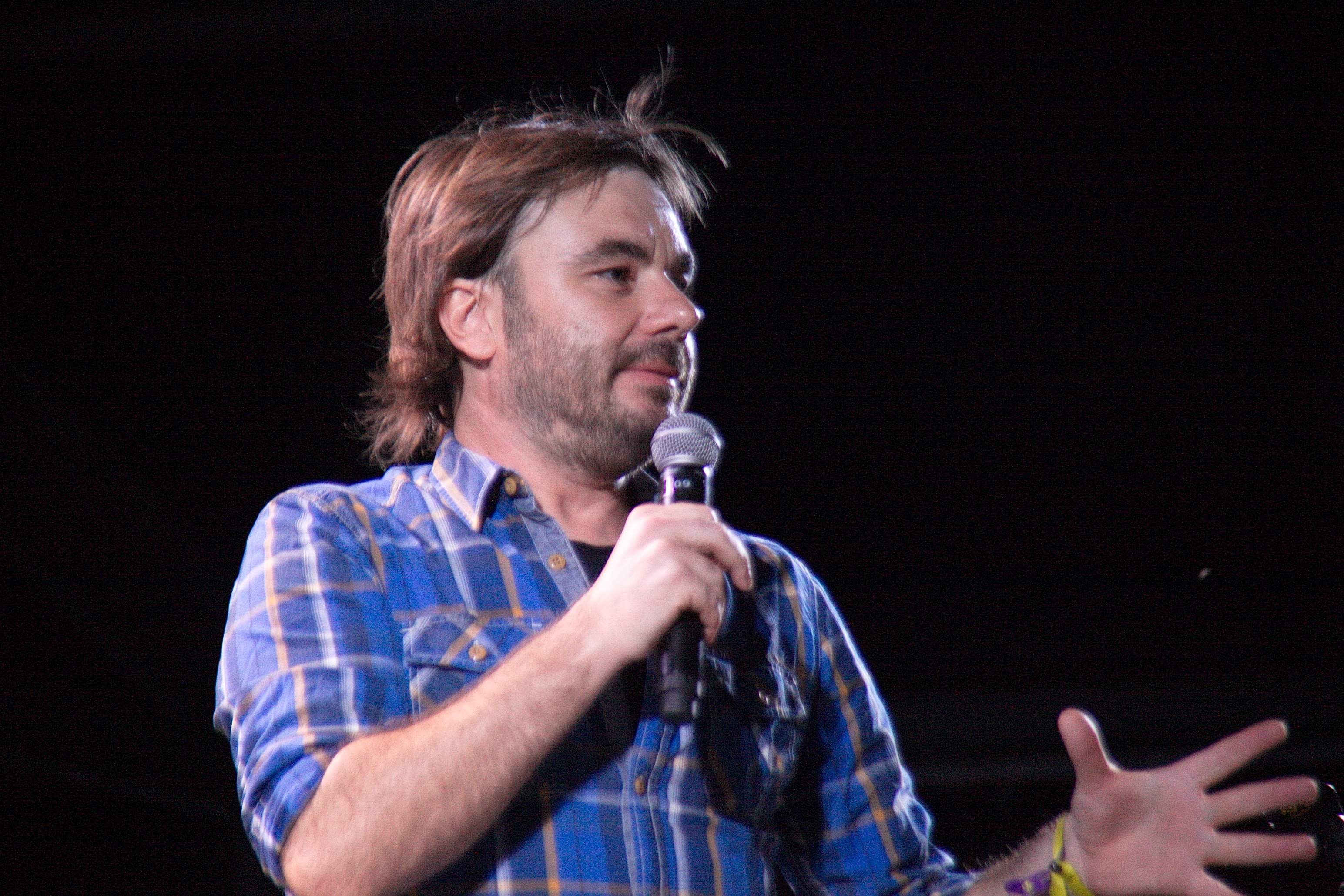
Quim Masferrer har två gånger lett nyårsaftonens program.

Nyårsaftnarna åren 2006 till 2009 ringde man dock in det nya året (det katalanska begreppet är campanades – 'klockringningar') vid Torre Agbar, en nybyggd skyskrapa i Barcelona med en avancerad ljusanläggning runt fasaden. Med hjälp av denna kan man både visa bilder och animationer. Ägaren till Torre Agbar och TV3:s ägare TVC skrev ett treårigt avtal (som i slutändan blev fyra år), något som både gav reklam åt husets ägare och en modernistisk och effektfull scen åt TV3:s nyårsprogram.
Från nyårsafton 2010 återtog TV3:s nyårsprogram dock sin runtflyttande karaktär i regionen, medan Torre Agbar fortsatt med nyårsmarkeringar utan TV3:s medverkan. Sedan 2013 har TV3 dock etablerat ett fast firande vid fontänen Font màgica de Montjuïc i centrala Barcelona, med Palau Nacional som fond. Detta motiverades dels av att man ville ha en motsvarighet till andra länders ikoniska nyårsfiranden (jämför Times Square i New York eller Skansen i Stockholm). Negativ kritik efter 2012 års nyårsaftonsprogram (med problem att höra några klockor) kan eventuellt också ha spelat in. Från 2015 vidaresänds nyårsprogrammet även via den lokala TV-kanalen Barcelona TV.
Plats för nyårsprogrammen (urval; året är nyårsaftonens år)
- 1996 – Das (Cerdanya).
- 1997 –
- 1998 –
- 1999 – Santa Maria de Montserrat.
- 2000 – Sitges.[60]
- 2001 – Vall de Núria (Girona). Presentatörer: skådespelarna Joel Joan och Jordi Sánchez (TV-serien Plats bruts).[61]
- 2002 – Monestir (Sant Cugat del Vallès). Presentatör: Lídia Heredia.[62]
- 2003 – Sant Andreu de Palomar.[63]
- 2004 – Cadaqués.[64]
- 2005 – Breda, byn som är spelplats för TV-serien Ventdelplá.[65]
- 2006 – Torre Agbar (Barcelona). Första året då TV3 och Catalunya Ràdio arrangerade/visade "klockringningar" vid Torre Agbar.[55]
- 2007 – Torre Agbar. Presentatörer: Ramon Pellicer och Raquel Sans, nyhetsankarna från TV3:s kvällsnyheter.[66]
- 2008 – Torre Agbar. Presentatörer: TV-meteorologen Tomàs Molina samt hans imitatör David Olivares från humorprogrammet Polònia.[67]
- 2009 – Torre Agbar. Presentatörer: Xavi Coral (från samhällsprogrammet .CAT) och Espartac Peran.[68]
- 2010 – Casa Mauri (La Pobla de Segur i bergsområdet Pallars Jussà). Presentatörer: Jordi Ríos (känd från Crackòvia – som Carles Puyol – och Polònia) och Laia Ferrer (motorsportsjournalist). La Pobla de Segur är Carles Puyols födelseort.[56]
- 2011 – Guissona. Presentatörer: Agnès Marquès (nyhetsankare) samt Pep Plaza och Toni Albà (imiterar Pep Guardiola resp. José Mourinho i Crackòvia).
- 2012 – Ripoll. Presentatörer: Mercè Martínez (spelar "Nora" i TV3:s långkörare La Riera) och Espartac Peran.[69]
- 2013 – Montjuïc (Barcelona). Presentatör: Quim Masferrer (känd från reportageprogrammet El foraster).[57]
- 2014 – Montjuïc. Presentatörer: Màbel Martí och Roger de Gràcia.[70]
- 2015 – Montjuïc. Presentatörer: sångerskan Chenoa och underhållaren Àngel Llàcer.[71]
- 2016 – Presentatörer: skådespelarna Carlos Cuevas och Elisabet Casanovas ("Pol" och "Tània" i TV-serien Merlí)[72]
- 2017 – Montjuïc. Presentatörer: Quim Masferrer och TV-presentatören Ruth Jiménez.[73]
- 2018 – Monjuïc. Presentatörer: Helena Garcia Melero och Marc Ribas, kända programledare (den senare TV-kock).[74]
- 2019 – Montjuïc. Presentatörer: Toni Cruanyes, Maria Fernandez Vidal och Tomàs Molina, nyhetsankare och TV-meteorologer.[75]
- 2020 – Montjuïc. Presentatörer: Lídia Heredia, Helena Garcia Melero och Cristina Puig.[76]
- 2021 – (påverkad av covid-19-pandemin) Presentatörer: Elena Gadel och Llucià Ferrer.[77]
- 2022 – Montjuïc. Presentatörer: Miki Nuñez och Mariona Escoda.[78]
- 2023 – Montjuïc. Presentatörer: Laura Escanes och Miki Nuñez.[79]
- 2024 – Montjuïc. Presentatörer: Laura Escanes och Miki Nuñez.[80]

## Sändningsteknik

### Dubbning och textning
Katalansk TV är i likhet med spansk TV-tradition i övrigt baserad på talat material. Textning av importerat material – och bevarad ursprungsdubbning – är mycket mindre förekommande. Intervjuer på andra språk än katalanska och spanska presenteras i "överdubbat" skick, där frågor och svar dubbas samtidigt som originalljudet finns kvar i låg ljudnivå.
Där man, ibland av tydlighetsskäl, låtit texta material på lokal katalansk dialekt, har detta lett till kritik i regionen. Ovanan vid textat material i spansk TV har då varit bidragande till kritiken. Däremot finns ofta valbar textning på katalanska i materialet som sänds via TV, producerat med tanke på döva och hörselskadade. Sedan 2010 erbjuds också valbar textning (bland annat av katalanskspråkigt material) för en mängd återutsänt material via strömningstjänsten "TV3 à la carta". 
Politiska förslag om att texta utländskt material i TV har ännu inte gett resultat. Vissa katalanska produktioner textas dock på engelska.

### Sändningar över Internet
Större delen av TV3:s produktioner kan år 2015 ses gratis, i strömmat skick över webben. Detta gäller även flera av systerkanalerna, inklusive 3/24, 33 och Super3. Vissa sändningar kan dock av rättighetsskäl endast nås från Katalonien; detta gäller ofta idrottsevenemang. Materialet kan ses via ccma.cat, dels i direktsändning, dels i efterhand – i likhet med motsvarande tjänster hos public service-bolag i andra länder (jämför SVT Play). Den visuella upplösningen på materialet varierar mellan HD-kvalitet och lägre upplösning i starkt komprimerad (läs: pixelisering) version. I vissa fall varierar upplösningen beroende på bandbredden hos mottagaren.
Ett urval av TV3:s material distribueras via Youtube, där TV3 har en officiell kanal. TV3:s Youtube-kanal etablerades i mars 2006.

## Betydelse och mottagande

### Antal tittare

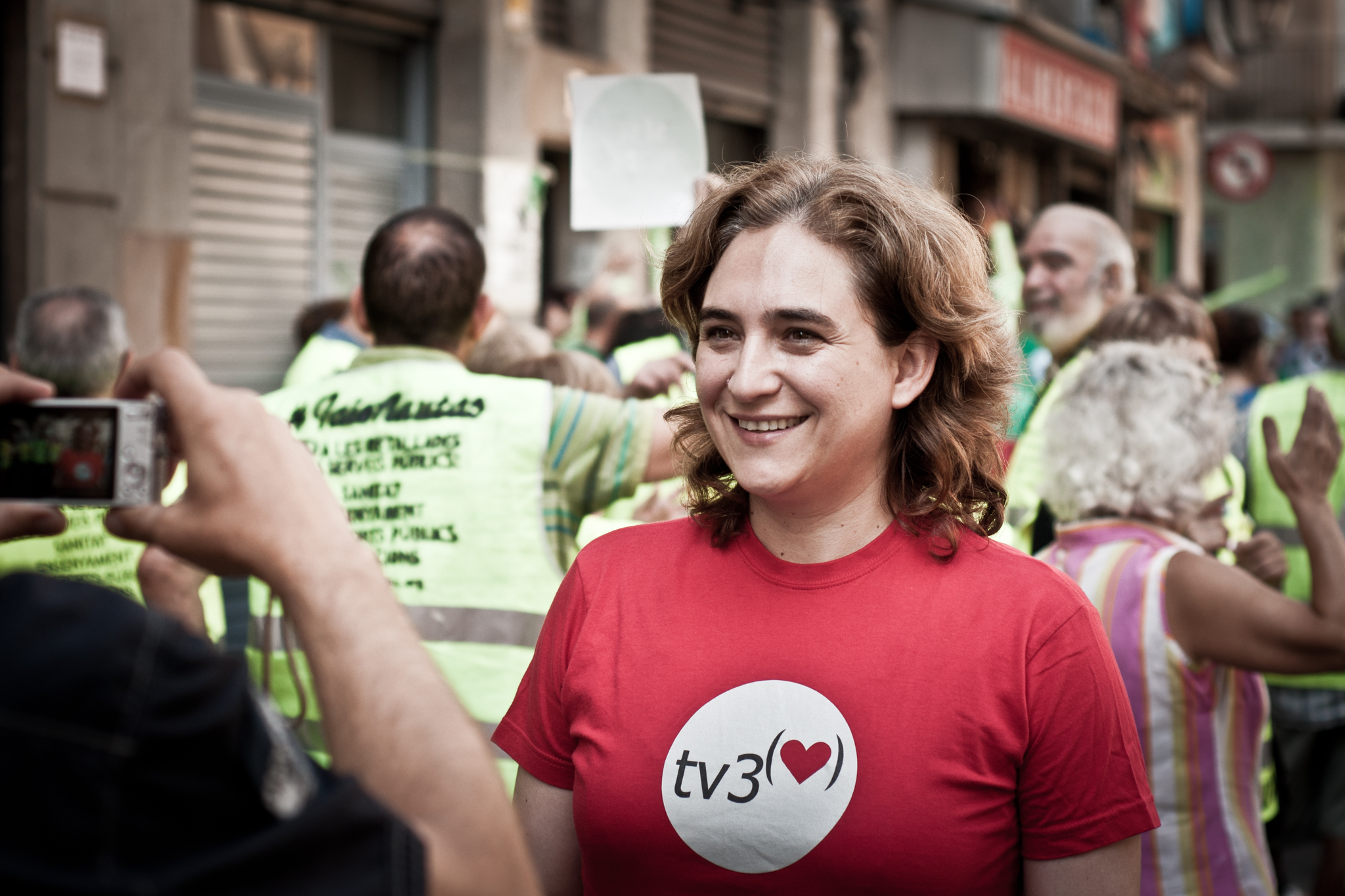
TV3 ses som en viktig del av den moderna katalanska kulturen. Ada Colau och andra politiska aktivister har deltagit i kampanjer för att stärka TV3:s roll.

TV3 har sedan begynnelsen varit en av de mest sedda TV-kanalerna i Katalonien. När tittarmätningar inleddes i slutet av 1980-talet låg kanalen på mellan 25 och 30 procents tittarandel. Fram till mitten av 00-talet hade man en tittarandel på runt 20 procent, medan kanalen därefter sjunkit i statistiken ner under 15 procent.
Med drygt 20 procents tittarandel åren runt millennieskiftet var TV3 under flera års tid (1997–2003) den mest sedda TV-kanalen i Katalonien. Denna position har man trots sjunkande tittarsiffror återvunnit under 2010-talet, genom att tittarna i övrigt splittrat upp sig på Spaniens allt fler TV-kanaler.
TV3:s egna systerkanaler har dock endast nått individuella tittarandelar på mellan 1 och 2 procent. Tillsammans med privatägda 8TV, som med sina både spansk- och katalanskspråkiga program når cirka 4 procent av TV-tittarna, står man dock för ett stort och varierat programutbud på Spaniens största minoritetsspråk.
2017 nådde TV3 en slutligt tittarandel på 11,7 procent, före andraplacerade Telecinco på 10,1, trots att man under det första halvåret ofta(st) låg efter både Telecinco och Antena 3 i statistiken. Den turbulenta hösten – med terroristattacker i och runt Barcelona, kontroversiell folkomröstning, spanskt övertagande av kontrollen över regionen, nyval till parlamentet samt ett stort antal massdemonstrationer – gav starkt ökat tittarintresse för nyhetsutvecklingen i Katalonien. TV3, och spanskspråkiga La Sexta som satsar mycket på samhällsbevakning, kunde under hösten se kraftigt ökade tittarsiffror.

TV3:s tittarandel i Katalonien sedan 1989.

| Kanal     | Bolag      | 1997 | '98  | '99   | 2000 | '01  | '02  | '03  | '04  | '05  | '06  | '07  | '08  | '09  | '10  | '11  | '12  | '13  | '14  | '15  | '16  | '17  | '18  | '19  | '20  | '21  | '22  | '23  |
| --------- | ---------- | ---- | ---- | ----- | ---- | ---- | ---- | ---- | ---- | ---- | ---- | ---- | ---- | ---- | ---- | ---- | ---- | ---- | ---- | ---- | ---- | ---- | ---- | ---- | ---- | ---- | ---- | ---- |
| TV3       | CCMA       | 22,0 | 23,6 | 22,05 | 21,2 | 21,8 | 21,4 | 21,1 | 19,9 | 19,6 | 18,2 | 16,6 | 14,6 | 14,5 | 14,8 | 14,1 | 14,3 | 13,5 | 12,6 | 12,5 | 11,4 | 11,8 | 14,0 | 14,6 | 14,6 | 13,9 | 14,1 | 13,9 |
| övr. CCMA | CCMA       | 7,1  | 5,7  | 5,19  | 5,1  | 6,1  | 7,0  | 6,8  | 6,2  | 5,3  | 4,3  | 4,1  | 4,2  | 3,2  | 4,1  | 4,4  | 7,0  | 4,3  | 4,1  | 4,1  | 3,7  | 3,9  | 3,3  | 3,5  | 2,6  | 2,5  | 2,6  | 3,0  |
| 8TV       | Godó       | -    | -    | -     | -    | -    | -    | -    | -    | -    | -    | -    | 3,0  | 3,6  | 3,3  | 2,7  | 3,2  | 3,4  | 3,5  | 3,3  | 3,4  | 2,8  | 1,5  | 0,6  | 0,9  | 0,6  | 0,8  | 0,6  |
| La 1      | RTVE       | 18,4 | 18,5 | 18,14 | 18,7 | 19,0 | 19,5 | 18,6 | 17,1 | 15,5 | 14,3 | 14,6 | 13,7 | 12,7 | 11,8 | 10,9 | 9,3  | 7,1  | 7,3  | 7,3  | 7,3  | 7,5  | 7,2  | 6,2  | 6,9  | 7,0  | 7,1  | 7,8  |
| La 2      | RTVE       | 6,6  | 6,7  | 6,36  | 6,5  | 6,3  | 6,2  | 5,8  | 5,5  | 4,7  | 3,8  | 3,7  | 3,5  | 3,0  | 2,6  | 2,2  | 2,2  | 2,1  | 2,4  | 2,3  | 2,0  | 1,9  | 2,2  | 2,2  | 2,4  | 2,4  | 2,8  | 2,5  |
| Antena 3  | Atresmedia | 21,3 | 21,9 | 22,18 | 21,0 | 19,2 | 18,8 | 18,2 | 19,1 | 20,2 | 18,6 | 17,2 | 15,2 | 12,7 | 10,0 | 10,1 | 10,6 | 10,9 | 11,7 | 11,3 | 10,4 | 9,6  | 9,8  | 9,6  | 9,0  | 11,1 | 10,7 | 9,3  |
| Cuatro    | Mediaset   | -    | -    | -     | -    | -    | -    | -    | -    | 2,4  | 6,5  | 7,7  | 8,3  | 7,6  | 6,8  | 5,3  | 5,1  | 5,5  | 6,2  | 7,0  | 6,5  | 5,5  | 5,6  | 4,6  | 4,9  | 4,7  | 4,2  | 4,3  |
| Telecinco | Mediaset   | 21,4 | 19,4 | 20,37 | 20,7 | 19,6 | 19,1 | 20,3 | 20,9 | 20,8 | 19,3 | 19,2 | 18,0 | 14,9 | 12,7 | 12,1 | 11,2 | 10,5 | 11,7 | 11,6 | 11,3 | 10,1 | 9,8  | 11,1 | 11,0 | 12,4 | 9,8  | 7,9  |
| La Sexta  | Atresmedia | -    | -    | -     | -    | -    | -    | -    | -    | -    | 1,2  | 2,5  | 4,1  | 5,9  | 6,2  | 5,3  | 4,6  | 5,8  | 6,3  | 6,6  | 6,5  | 6,4  | 6,6  | 6,8  | 6,9  | 6,2  | 5,9  | 5,8  |

- Källor: 1997,[95] 1998–99,[96] 2000–16,[97] 2017,[2] 2018–19,[1][98][99] 2020,[100] 2021,[101] 2022,[102][103] 2023[104]

### Kritik och kontroverser
Sedan 2006 års omskrivning av Kataloniens statuter om autonomi presenteras all valinformation i valtider osignerat. Detta är som en protest från TV3:s (och andra katalanska) journalister mot de då införda reglerna om politisk programtid i TV. I de nya autonomistatuterna föreskrevs att de olika politiska partierna skulle ges programtid i relation till deras mängd platser i parlamentet och inte baserat på objektiva och journalistiska kriterier.
TV3 har också kritiserats för vara ett redskap för den katalanska nationalismen. Det har ansetts att TV3 inte är opartiskt i relation till de olika åsikter om Kataloniens framtida status som väckts under 2010-talet. Under valkampanjen inför 2015 års regionala katalanska parlamentsval ansågs TV3 (av vissa) ge otillbörlig uppmärksamhet åt partierna med katalansk självständighet på agenda. Å andra sidan visade undersökningar att Spaniens kommersiella (spanskspråkiga) TV-kanaler gav motsvarande uppmärksamhet åt övriga partier; i Katalonien hade CCMA:s kanaler 2014 cirka 17 procents tittarandel, medan motsvarande siffra för de stora kommersiella spanskspråkiga TV-kanalerna var över 50 procent.